# Požar (Danilovgrad)
Pour les articles homonymes, voir Požar.
Požar (en serbe cyrillique : Пожар) est un village du centre du Monténégro, dans la municipalité de Danilovgrad.

## Démographie

### Évolution historique de la population
| 1948 | 1953 | 1961 | 1971 | 1981 | 1991 | 2003 |
| ---- | ---- | ---- | ---- | ---- | ---- | ---- |
| 219  | 191  | 230  | 212  | 184  | 110  | 129  |